# Венгрия на зимних Олимпийских играх 1988
Венгрия принимала участие в Зимних Олимпийских играх 1988 года в Калгари (Канада) в пятнадцатый раз за свою историю, но не завоевала ни одной медали.

## Состав сборной
Сборная страны состояла из 5 спортсменов: трёх мужчин и двух женщин, которые выступили в соревнованиях по фигурному катанию, биатлону и лыжным гонкам.
Самой молодой участницей сборной была 19-летняя фигуристка Тамара Теглаши, самым старшим участником был 29-летний биатлонист Габор Майэр. Знаменосцем был фигурист Аттила Тот.

## Результаты

### Биатлон
Мужчины — 10 км спринт
| Дата       | Номер | Биатлонист        | Стрельба / промахи | Стрельба / промахи | Стрельба / промахи | Время   | Отставание | Место |
| ---------- | ----- | ----------------- | ------------------ | ------------------ | ------------------ | ------- | ---------- | ----- |
| Дата       | Номер | Биатлонист        | Лёжа               | Стоя               | Всего              | Время   | Отставание | Место |
| 23 февраля | 25    | Жольт Ковач (HUN) | 0                  | 0                  | 0                  | 28:13,9 | 3:05,8     | 48    |

Мужчины — 20 км (индивидуальная гонка)
| Дата       | Спортсмен   | Время     | Промахи | Поправленное время | Место |
| ---------- | ----------- | --------- | ------- | ------------------ | ----- |
| 20 февраля | Жольт Ковач | 1’02:15,2 | 4       | 1’06:15,2          | 54    |

### Лыжные гонки
Соревнования проходили на стадионе «Кэнмор» рядом с Калгари.
Мужчины
| Дистанция                 | Дата       | Спортсмен   | Результат | Результат |
| Дистанция                 | Дата       | Спортсмен   | Время     | Место     |
| ------------------------- | ---------- | ----------- | --------- | --------- |
| 15 км. Классический стиль | 19 февраля | Габор Майэр | 47:56,2   | 57        |
| 30 км. Классический стиль | 15 февраля | Габор Майэр | 1’39:03,5 | 63        |

### Фигурное катание
Фигуристы соревновались на искусственном льду Дворца спорта Скоушабэнк-Сэдлдоум.
Женщины — одиночное катание
Соревнования среди женщин прошли 24, 25 и 27 февраля.
| Спортсменка    | Обязательные фигуры | Короткая программа | Произвольная программа | Сумма мест (TFP) | Место |
| -------------- | ------------------- | ------------------ | ---------------------- | ---------------- | ----- |
| Тамара Теглаши | 19                  | 22                 | 15                     | 35,2             | 19    |

Танцы на льду
Соревнования танцевальных пар прошли 21—23 февраля.
| Спортсмены            | Обязательный танец | Оригинальный танец | Произвольный танец | TFP  | Место |
| --------------------- | ------------------ | ------------------ | ------------------ | ---- | ----- |
| Клара Энги Аттила Тот | 7                  | 7                  | 7                  | 14,0 | 7     |